# Neil Seery
Neil Seery (Dublin, 30 de agosto de 1979) é um lutador irlandês de artes marciais mistas que atualmente compete na categoria dos moscas no Ultimate Fighting Championship. Lutador profissional desde 2005, Seery é ex-campeão peso-mosca do Cage Warriors.

## Carreira no MMA

### Início
Seery fez sua estreia no MMA profissional em 2005 e acumulou durante dois anos o cartel negativo de 1-4. Seery conseguiu melhorar seu histórico obtendo em 8-8 até entrar no Cage Warriors. Já na promoção, Seery compilou um cartel de 4-1 conquistando o Cinturão Peso Mosca do Cage Warriors.

### Ultimate Fighting Champiosnhip
Seery fez sua estreia na promoção no UFC Fight Night: Gustafsson vs. Manuwa em 8 de março de 2014, substituindo o lesionado Ian McCall contra Brad Pickett. Seery perdeu por decisão unânime.
Seery enfrentou o inglês Phil Harris no UFC Fight Night: McGregor vs. Brandão. Essa luta foi uma revanche pois em 2010, Seery foi derrotado por Harris no BAMMA 3, porém deste vez quem saiu vencedor por decisão unânime foi o irlandês.
Seery era esperado para enfrentar Richie Vaculik no UFC Fight Night: Rockhold vs. Bisping em 8 de novembro de 2014. No entanto, uma lesão o tirou do evento.
Ele enfrentou o estreante na categoria e invicto Chris Beal em 24 de Janeiro de 2015 no UFC on Fox: Gustafsson vs. Johnson. Seery o derrotou por decisão unânime, dando ao adversário sua primeira derrota na carreira profissional.
Seery enfrentou Louis Smolka em 11 de Julho de 2015 no UFC 189. Ele foi derrotado por decisão unânime.
Seery enfrentou Jon Delos Reyes em 24 de Outubro de 2015 no UFC Fight Night: Holohan vs. Smolka e o venceu por finalização com uma guilhotina no segundo round.
Seery enfrentou Kyoji Horiguchi em 08 de Maio de 2016 no UFC Fight Night: Overeem vs. Arlovski. Ele foi derrotado por decisão unânime.

## Títulos e realizações

### Artes marciais mistas
- Cage Warriors
  - Campeão Peso Mosca do Cage Warriors (Uma vez)

- Ultimate Fighting Championship
  - Performance da Noite (Uma vez)

## Cartel no MMA
| Cartel no MMA       |             |             |
| 29 lutas            | 16 vitórias | 13 derrotas |
| Por nocaute         | 6           | 1           |
| Por finalização     | 6           | 6           |
| Por decisão         | 4           | 4           |
| Por desqualificação | 0           | 2           |

| Res.    | Cartel | Oponente          | Método                         | Evento                                  | Data       | Round | Tempo | Local             | Notas                                          |
| ------- | ------ | ----------------- | ------------------------------ | --------------------------------------- | ---------- | ----- | ----- | ----------------- | ---------------------------------------------- |
| Derrota | 16-13  | Alexandre Pantoja | Finalização (mata-leão)        | UFC Fight Night: Nelson vs. Ponzinibbio | 16/07/2017 | 3     | 2:31  | Glasgow           |                                                |
| Derrota | 16-12  | Kyoji Horiguchi   | Decisão (unânime)              | UFC Fight Night: Overeem vs. Arlovski   | 08/05/2016 | 3     | 5:00  | Roterdão          |                                                |
| Vitória | 16-11  | Jon Delos Reyes   | Finalização (guilhotina)       | UFC Fight Night: Holohan vs. Smolka     | 24/10/2015 | 2     | 4:12  | Dublin            | Performance da Noite.                          |
| Derrota | 15-11  | Louis Smolka      | Decisão (unânime)              | UFC 189: Mendes vs. McGregor            | 11/07/2015 | 3     | 5:00  | Las Vegas, Nevada |                                                |
| Vitória | 15-10  | Chris Beal        | Decisão (unânime)              | UFC on Fox: Gustafsson vs. Johnson      | 24/01/2015 | 3     | 5:00  | Estocolmo         |                                                |
| Vitória | 14–10  | Phil Harris       | Decisão (unânime)              | UFC Fight Night: McGregor vs. Brandão   | 19/07/2014 | 3     | 5:00  | Dublin            |                                                |
| Derrota | 13–10  | Brad Pickett      | Decisão (unânime)              | UFC Fight Night: Gustafsson vs. Manuwa  | 08/03/2014 | 3     | 5:00  | Londres           |                                                |
| Vitória | 13–9   | Mikael Silander   | Finalização (armlock)          | CWFC 55                                 | 01/06/2013 | 3     | 3:57  | Dublin            | Ganhou o Cinturão Peso Mosca do Cage Warriors. |
| Vitória | 12–9   | Paul Marin        | Nocaute (chute no corpo)       | CWFC 53                                 | 13/04/2013 | 1     | 1:22  | Glasgow           |                                                |
| Vitória | 11–9   | Karl Harrison     | Decisão (unânime)              | CWFC 49                                 | 27/10/2012 | 3     | 5:00  | Cardiff           |                                                |
| Vitória | 10–9   | Mark Platts       | Finalização (mata-leão)        | CWFC 47                                 | 02/06/2012 | 2     | 2:46  | Dublin            |                                                |
| Derrota | 9–9    | Artemij Sitenkov  | Finalização (chave de joelho)  | CWFC 46                                 | 23/02/2012 | 1     | 0:55  | Kiev              |                                                |
| Vitória | 9–8    | Niko Gjoka        | Nocaute (socos)                | CWFC 44                                 | 01/10/2011 | 2     | 4:04  | Kentish Town      |                                                |
| Vitória | 8–8    | Damien Rooney     | Decisão (unânime)              | CC 7: Fields vs. Kelly                  | 13/11/2010 | 3     | 5:00  | Belfast           |                                                |
| Derrota | 7–8    | Phil Harris       | Decisão (unânime)              | BAMMA 3                                 | 15/05/2010 | 3     | 5:00  | Birmingham        |                                                |
| Derrota | 7–7    | Jordy Peute       | Finalização (chave de joelho)  | CW 12: Nightmare                        | 29/11/2009 | 2     | 0:17  | Belfast           |                                                |
| Vitória | 7–6    | Erikas Suslovas   | Finalização (armlock)          | Bushido Lithuania: Hero's 2009          | 14/12/2009 | 1     | 0:29  | Vilnius           |                                                |
| Vitória | 6–6    | Neil McLeod       | Finalização (armlock)          | EB: Extreme Brawl                       | 05/09/2009 | 3     | 1:02  | Londres           |                                                |
| Vitória | 5–6    | Neil McLeod       | TKO (socos)                    | EB: Extreme Brawl                       | 21/03/2009 | 2     | 4:57  | Londres           |                                                |
| Derrota | 4–6    | James Doolan      | Finalização (triângulo)        | SAS 9: Strike and Submit 9              | 08/02/2009 | 1     | 1:59  | Gateshead         |                                                |
| Derrota | 4–5    | Andreas Lovbrand  | TKO (lesão)                    | TW: Tribal Warfare                      | 20/09/2008 | 3     | N/A   | Galway            |                                                |
| Vitória | 4–4    | Peter Wilson      | TKO (socos)                    | UFR 14: Ultimate Fighting Revolution 14 | 21/08/2008 | 2     | N/A   | Belfast           |                                                |
| Vitória | 3–4    | Steve McCombe     | Finalização (mata-leão)        | UFR 13: Ultimate Fighting Revolution 13 | 18/05/2008 | 2     | 4:56  | Irlanda do Norte  |                                                |
| Vitória | 2–4    | Husen Muhamed     | TKO (socos)                    | COT 2: Cage of Truth                    | 08/03/2008 | 2     | N/A   | Dublin            |                                                |
| Derrota | 1–4    | Andreas Lovbrand  | Decisão                        | UFR 10: Ultimate Fighting Revolution 10 | 06/10/2007 | N/A   | N/A   | Irlanda do Norte  |                                                |
| Derrota | 1–3    | Paul McVeigh      | Finalização (mata-leão)        | Cage Rage: Contenders                   | 26/05/2007 | 1     | 1:10  | Dublin            |                                                |
| Vitória | 1–2    | Steve McCombe     | TKO (socos)                    | ROT: Ring of Truth 6                    | 17/02/2007 | 1     | 4:25  | Dublin            |                                                |
| Derrota | 0–2    | Micky Young       | Desclassifição (tiros de meta) | ROT: Ring of Truth 4                    | 29/04/2006 | 1     | N/A   | Dublin            |                                                |
| Derrota | 0–1    | Michael Leonard   | Finalização (triângulo)        | RINGS Ireland: Reborn                   | 15/10/2005 | N/A   | N/A   | Irlanda           |                                                |